# Richard Castle
Richard Edgar Castle, właśc. Richard Alexander Rodgers – fikcyjny pisarz bestsellerowych kryminałów z komediodramatu kryminalnego  stacji ABC, Castle. Odgrywana przez Nathana Filliona postać jest optymistyczną i bogatą osobą. Cierpiał na blokadę twórczą po zabiciu głównego bohatera swoich książek - Derricka Storma, odnajduje się, kiedy angażuje się, dzięki znajomości z burmistrzem miasta, w śledztwo w sprawie zabójcy-naśladowcy prowadzone przez detektyw Kate Beckett i jej zespół. W Kate odkrywa źródło inspiracji, czego dowodem jest nowa bohaterka jego kryminałów – Nikki Heat, wzorowana na Beckett. Mimo iż Richard Castle jest postacią fikcyjną to jego książki doczekały się premiery także w realnym świecie.

## Życie prywatne
Richard Castle ma córkę Alexis ze swojego pierwszego małżeństwa z Meredith Castle. Jego matka Marta Rodgers jest aktorką, a ojciec przez długi czas jest nieznany. W odcinku „Hunt” w piątym sezonie możemy dowiedzieć się, iż jest nim agent CIA ukrywający się pod nazwiskami „Jackson Hunt” lub „Anderson Cross”.
Castle urodził się jako Richard Alexander Rodgers, ale odkąd zaczął pisać książki zmienił swoje nazwisko na Richard Edgar Castle. Drugie imię - Edgar nadał sobie na cześć Edgara Allana Poe, ale nadal używa imienia Alexander jako swoje drugie imię. Jego żonami były Meredith Castle oraz Gina Cowell. Aktualnie jego żoną jest Kate Beckett.
Jego znajomymi są również pisarze: James Patterson, Stephen J. Cannell, Michael Connelly oraz Dennis Lehane. Do czasu śmierci Cannella literaci grywali w pokera.

## Charakterystyka i fabuła

### Kariera literacka
Castle jest pisarzem powieści kryminalnych, które są bestsellerami. Jego pierwsza powieść, Grad kul (ang. Hail of Bullets) zanim została wydana spotkała się z co najmniej 21 odrzuceniami publikacji. Castle na pamiątkę pierwszej odmowy trzyma w swoim gabinecie oprawiony w ramkę list jako motywację. Głównym bohaterem wielu z pierwszych jego książek jest Derrick Storm, którego po upływie czasu uśmierca. Pisarz cierpi wówczas na blokadę twórczą. Z „pomocą” przychodzi mu zabójca-naśladowca, który swoje ofiary zabija według opisów morderstw z jednej z jego książek. Castle wykorzystuje znajomość z burmistrzem, aby zdobyć dostęp do sprawy prowadzonej przez detektyw Kate Beckett i jej zespół. Pretekstem ma być poszukiwanie przez Richarda źródła inspiracji dla nowego bohatera swoich powieści. W trakcie współpracy z Beckett rodzi się w nim pomysł, by postać kolejnych książek była wzorowana właśnie na pani detektyw. Tak rodzi się Nikki Heat bohaterka kolejnych bestsellerów pisarza. Nie podoba się to samej zainteresowanej, której nie podoba się nazwisko nowej postaci. W rozmowie z Castle’em Beckett uważa, iż bardziej pasowałoby ono striptizerce. Sugeruje się, że zainteresowanie Castle’a morderstwami i śmiercią może być wynikiem traumy z dzieciństwem. Pytany o to przez Kate pisarz unikał odpowiedzi. Później przyznaje się córce, że jednym z powodów, dla których pisze jest zrozumienie dlaczego jak przestępcy mogą robić to, co robią.
Niedługo po sukcesie pierwszej z książek o Nikki Heat Richard otrzymał propozycję napisania trzech powieści dotyczących losów bezimiennego brytyjskiego szpiega (wzorowanego na Jamesie Bondzie), ale odrzucił ofertę, rzekomo dlatego, że jego wydawca chciał, by ukazały się jeszcze trzy powieści z nową bohaterką i zaproponował mu więcej pieniędzy. Rzeczywistym powodem odrzucenia propozycji był fakt, iż zaakceptowanie jej byłoby jednoznaczne z zakończeniem swojej współpracy z Beckett.
Castle nieustannie bada współpracowników i zdobywa nowe umiejętności, które chce przekazać swoim postaciom. Przydatne są dla niego uwagi jego córki - Alexis, która często pomaga mu w rozwiązaniu spraw, czy możliwość zetknięcia się z różnymi ludźmi, np. seryjnymi mordercami. Jednym z nich jest Jerry Tyson znany także jako „Potrójny zabójca”, czy „3XK”.
W jednym z odcinków była dziewczyna Castle’a Kyra Blaine, której poświęcił A Rose for Everafter wyznała detektyw Beckett, że Richard dedykuje swoje książki tylko osobom, na których mu zależy.

### Praca z policją
W odcinku pilotażowym serialu Castle jest przesłuchiwany przez detektyw Beckett z nowojorskiej policji, kiedy dwie ofiary morderstwa giną w sposób jaki opisywał w swoich powieściach Flowers for Your Grave i Hell Hath No Fury. Beckett próbuje ograniczyć dostęp Castle’a do przypadku, jednak ten pragnie zobaczyć „dzieło” swojego naśladowcy i coraz bardziej interesuje się sprawą. Richard odkrywa nagle nieścisłości w poczynaniach mordercy. Stwierdza, że jeśli byłby to obłąkany fan, to ofiary zostałyby zabite w identyczny sposób. Dzięki tym spostrzeżeniom przyczynia się do rozwikłania zagadki. Castle odkrywa nagle nową inspirację w postaci Kate Beckett i pragnie stworzyć bohaterkę, która będzie na niej wzorowana. Dzięki znajomości z burmistrzem Nowego Jorku otrzymuje zezwolenie na współpracę z detektyw Beckett i jej zespołem.
Relacje Kate i Richarda są często napięte, między innymi dlatego, że Castle nie zawsze słucha poleceń Beckett. Pomimo tego, znajomość Castle’a w wielu niejasnych dla nowojorskiej policji tematach często przyczynia się do przełomów w sprawie. Mimo iż jest biegłym strzelcem (co ujawnia się dopiero w czasie zakładu z Beckett), to pracuje całkowicie bez broni. Jego pozycja konsultanta pozwala mu zazwyczaj na uczestnictwo w części pracy detektywistycznej „zabawy” i nie musi martwić się o więcej szczegółów, takich jak uciążliwe formalności. Zespół często wystawia go w różnych kryzysowych sytuacjach, gdzie przestępcy żądają nie angażowania się policji, np. zostawianie okupu. Castle ma możliwość przesłuchiwania świadków, ale jedynie pod nadzorem jednego z detektywów (zazwyczaj det. Beckett). Richard znany jest z wygłaszania często abstrakcyjnych teorii, które są zazwyczaj wyśmiewane przez resztę zespołu, jednak czasami prowadzą one do rozwiązania zagadki.
Kariera pisarska dała mu talent do zwracania bacznej uwagi na drobne, wydawać by się mogło nieistotne, szczegóły, które w konsekwencji okazują się być bardzo przydatne. Początkowo przedstawiany jako żartobliwy i niedojrzały, nosi kamizelkę kuloodporną z napisem „Pisarz” (ang. „Writer”), jednak w miarę upływu czasu postać Castle’a rozwija się. Pomaga Beckett w sprawie złapania zabójcy odpowiedzialnego za śmierć jej matki. Z biegiem zdarzeń znajomość Richarda i Kate ulega znaczącej poprawie. W ostatnim odcinku trzeciego sezonu, „Knockout”, Castle w końcu wyznaje swoje uczucia do Beckett, która zostaje postrzelona podczas przemówienia na pogrzebie kapitana Roya Montgomery'ego. W sezonie czwartym Richard kontaktuje się z tajemniczym mężczyzną, który przedstawia się jako przyjaciel Montgomery'ego i sugeruje, że zna szczegóły dotyczące śmierci matki Kate. Castle dowiaduje się, że było to zabójstwo na zlecenie, a zleceniodawca jest na tyle wysoko postawioną osobą, że może zniszczyć wszystkich na swojej drodze. Postać informuje, iż Montgomery trzymał pliki, które gdyby zostały ujawnione zaszkodziłyby zabójcy i innym ludziom z jego otoczenia. Mężczyźni zawierają umowę, o której nie może dowiedzieć się Beckett. Castle ze szczegółów spotkania zwierza się jedynie swojej matce. Kolejne sezony pogłębiają i komplikują sprawę morderstwa matki Kate.
W odcinku „47 sekund”, Beckett wyjawia podczas przesłuchiwania podejrzanego, że pamięta każdą sekundę z postrzelenia ją w momencie przemówienia na pogrzebie Montgomery'ego, nie zdając sobie sprawy, że Castle stoi za lustrem weneckim. Relacje między współpracownikami ulegają znacznemu pogorszeniu. Richard jest zły na Kate, że tak długo to ukrywała. Jednak w ostatnim odcinku czwartego sezonu Beckett przychodzi do mieszkania Castle’a mówiąc mu, że po ich kłótni, podczas której Castle wyznał jej miłość, była na progu śmierci, myślała tylko o nim, a potem całuje pisarza. Od tamtej pory Richard i Kate ukrywają swój związek, aby nie mieć problemów w pracy. O prawdzie dowiaduje się w odcinku „Morderstwo” napisał dowiaduje się detektyw Ryan, który pomaga parze w rozwiązaniu sprawy, ale postanawia zachować to dla siebie i szanować ich prywatność. Następnie o zażyłości dowiadują się detektyw Esposito, którego informuje Ryan oraz dr Lanie Parish, której zwierza się Beckett. W odcinku „Still” kapitan Gates ujawnia, że wie o relacji łączącej Castle’a z Kate, ale prosi ich aby zachowywali profesjonalizm w pracy.

## Książki
W ramach promocji serialu 29 września 2009 roku została wydana przez wydawnictwo Hyperion książka Fala upału (ang. Heat Wave). Powieść zadebiutowała na 26 miejscu listy nowojorskiej listy bestsellerów, a z czasem osiągnęła nawet szóstą pozycję w tym zestawieniu. Dnia 28 września 2010 roku wydano drugą z książek Richarda Castle’a Nagi żar (ang. Naked Heat), która w pierwszym tygodniu sprzedaży osiągnęła siódmą lokatę na tej samej liście. Później wydano jeszcze kolejno: Heat Rises (20 września 2011), Frozen Heat (11 sierpnia 2012). Na rynku pojawiła się również powieść Deadly Storm w wersji komiksowej. Książka została napisana przez Briana Michaela Bendisa i Kelly Sue DeConnick. Ilustracje zostały stworzone przez Lana Medinę, a całość opublikowane przez Marvel Comics 28 września 2011 roku.